# Кульшарипов, Марат Махмутович
Мара́т Махму́тович Кульшари́пов (баш. Марат Мәхмүт улы Ҡолшәрипов; род. 1941) — советский и российский историк. Доктор исторических наук, профессор. Заслуженный деятель науки Республики Башкортостан (2001). Кавалер Ордена Салавата Юлаева (2009). Почётный член АН РБ (2016).

## Биография
Родился 7 января 1941 года в д. Зирекля Кугарчинского района Башкирской АССР.
В 1967 году окончил исторический факультет Башкирского государственного университета (ныне Уфимский университет науки и технологий), а в 1971 году — аспирантуру Московского государственного университета
В 1972 году в МГУ имени М. В. Ломоносова защитил диссертацию на соискание учёной степени кандидата исторических наук по теме «Политика царизма в Башкирии (1775—1800 гг.)».
С 1971 года работает преподавателем в Башкирском государственном университете (ныне Уфимский университет науки и технологий).
В 1991—1996 гг. являлся председателем Башкирского народного центра «Урал».
В 1998 году в Башкирском государственном университете (ныне Уфимский университет науки и технологий) защитил диссертацию на соискание учёной степени доктора исторических наук по теме «Национальное движение башкирского народа (1917—1921 гг.)» (специальность 07.00.02 — Отечественная история). Официальные оппоненты — доктор исторических наук, профессор Л. С. Леонова, доктор исторических наук, профессор Т. С. Сергеев и доктор исторических наук, профессор М. Х. Янборисов. Ведущая организация — Марийский государственный университет.
С 1999 по 2011 год являлся деканом исторического факультета Башкирского государственного университета (ныне Уфимский университет науки и технологий).
В 2000 году присвоено учёное звание профессора.
Член бюро исполнительного комитета Всемирного конгресса башкир. Руководитель республиканского отделения Всероссийской Ассоциации историков-преподавателей высшей школы (ВАИП).

## Научная деятельность
Является автором более 100 научных работ. Его научные исследования посвящены изучению Башкирского национального движения, Башкирского войска, истории и историографии Башкортостана XX века и проблемам национально-государственного строительства.
В 2008 году был назначен главным редактором и научным руководителем многотомной «Истории башкирского народа».

### Научные труды
- З. Валидов и образование Башкирской АССР. — Уфа, 1992.
- История Башгосуниверситета. — Уфа, 1997 (в соавт.).
- На службе народу. (Башкирскому народному центру «Урал» — 10 лет). — Уфа, 2000.
- Кугарчинский район. Вехи и судьбы (в соавторстве). — Уфа, 2000.
- История Башкортостана. XX век: учебник для средних школ. — Уфа, 2000.
- Башкирское национальное движение (1917—1921 гг.). — Уфа, 2000.
- Трагическая демография. — Уфа, 2002.
- Политика царизма в Башкортостане (1775—1800 гг.). — Уфа, 2003.
- История башкирского народа. Т. V. Уфа, 2011.

## Награды и звания
- Заслуженный деятель науки Республики Башкортостан (2001);
- Лауреат премии имени А.-З. Валиди (2002);
- Почётный работник высшего профессионального образования Российской Федерации;
- Кавалер Ордена Салавата Юлаева (2009).